# Macchina di Carnot

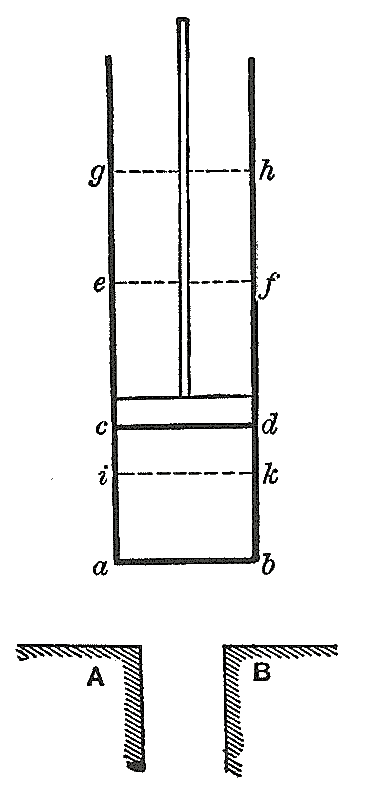
Diagramma originale del 1824 della macchina di Carnot

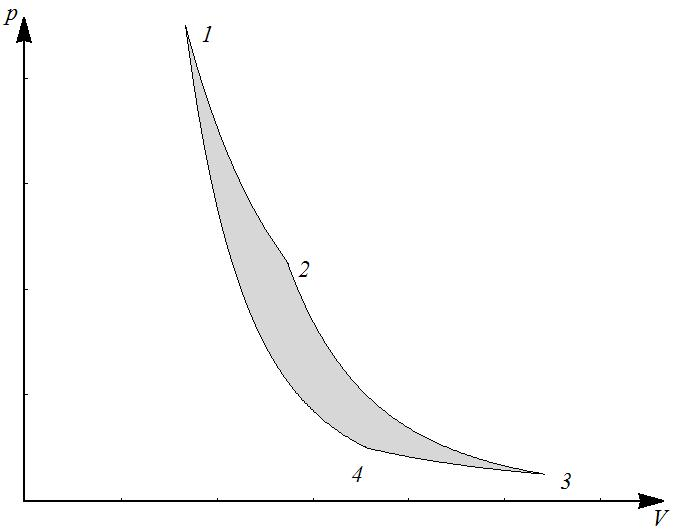
Schema delle 4 trasformazioni reversibili del ciclo di Carnot

Una macchina di Carnot è una macchina termica teorica, che opera con il ciclo di Carnot reversibile. 
Il concetto base fu sviluppato da Sadi Carnot nel 1824, quindi fu praticamente concepita da Benoit Paul Émile Clapeyron nel 1834 ed elaborata matematicamente da Rudolf Clausius, in quegli anni, tra il 1850 e il 1860, in cui emerse il concetto di entropia.
La macchina di Carnot, come tutte le macchine termiche, serve per convertire calore (che è trasferito da una sorgente calda a una fredda) in lavoro.
Nel diagramma in figura, tratto da Réflexions sur la puissance motrice du feu et sur les machines propres à développer cette puissance (Riflessioni sulla potenza motrice del fuoco e sulle macchine adatte a sviluppare tale potenza) di Carnot, i corpi A e B sono mantenuti ad una temperatura costante, in modo che A sia più caldo di B. Carnot aveva postulato che il fluido contenuto nel cilindro avrebbe potuto essere qualsiasi sostanza capace di espandersi, come il vapore acqueo, vapori di alcol, o di mercurio, un gas, o aria. Nonostante questo, negli anni la sorgente calda è stata realizzata come un bollitore, in cui l'acqua evapora, mentre la sorgente fredda un condensatore a contatto con l'ambiente esterno. Il lavoro è dato dal movimento del pistone che era utilizzato, per esempio, per svuotare le miniere dall'acqua. Carnot definiva il lavoro in termini della quantità peso che la macchina era in grado di sollevare a una certa altezza.